# Trichostema lanatum
Trichostema lanatum är en kransblommig växtart som beskrevs av George Bentham. Trichostema lanatum ingår i släktet Trichostema och familjen kransblommiga växter. Inga underarter finns listade i Catalogue of Life.

## Bildgalleri

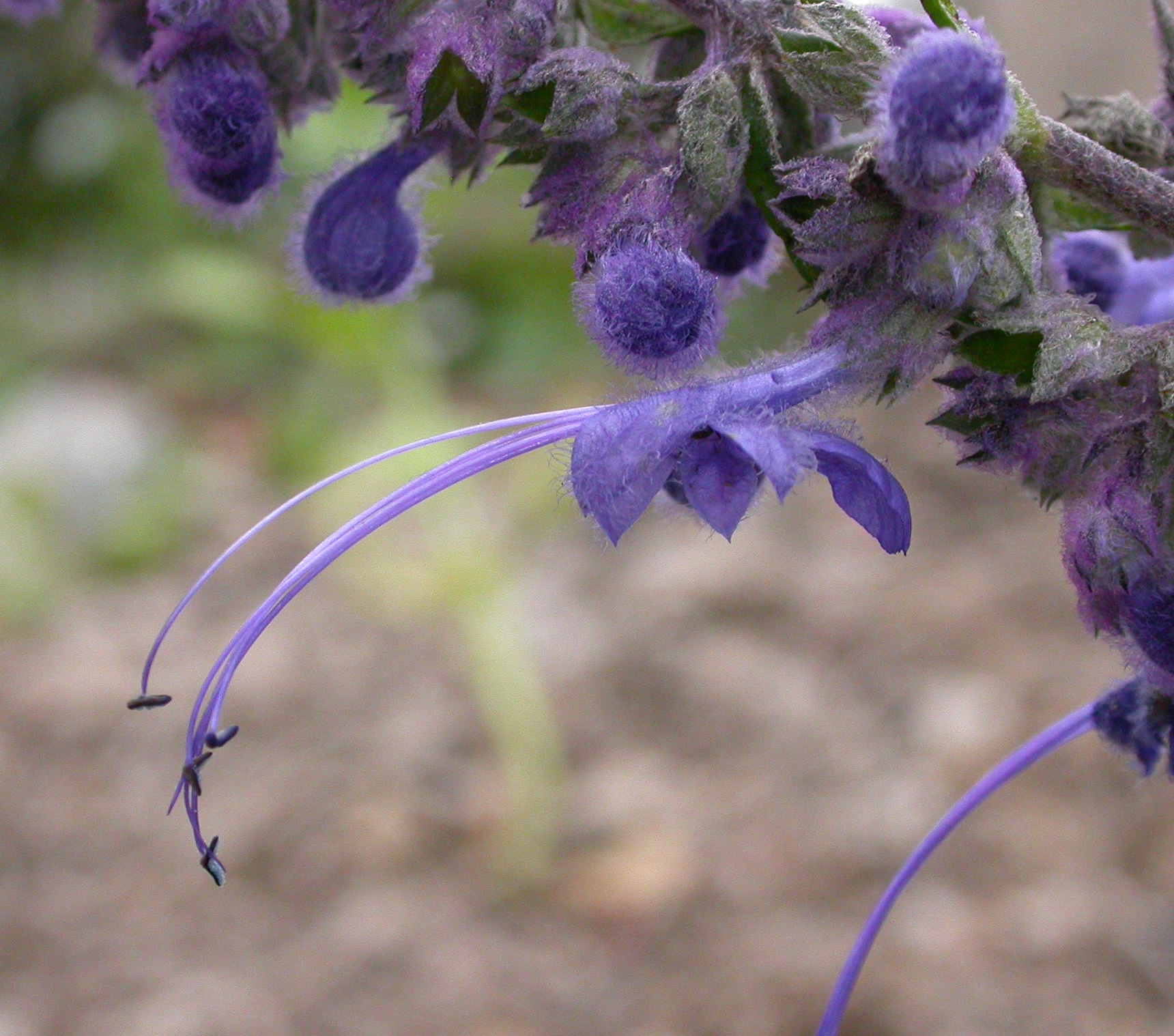
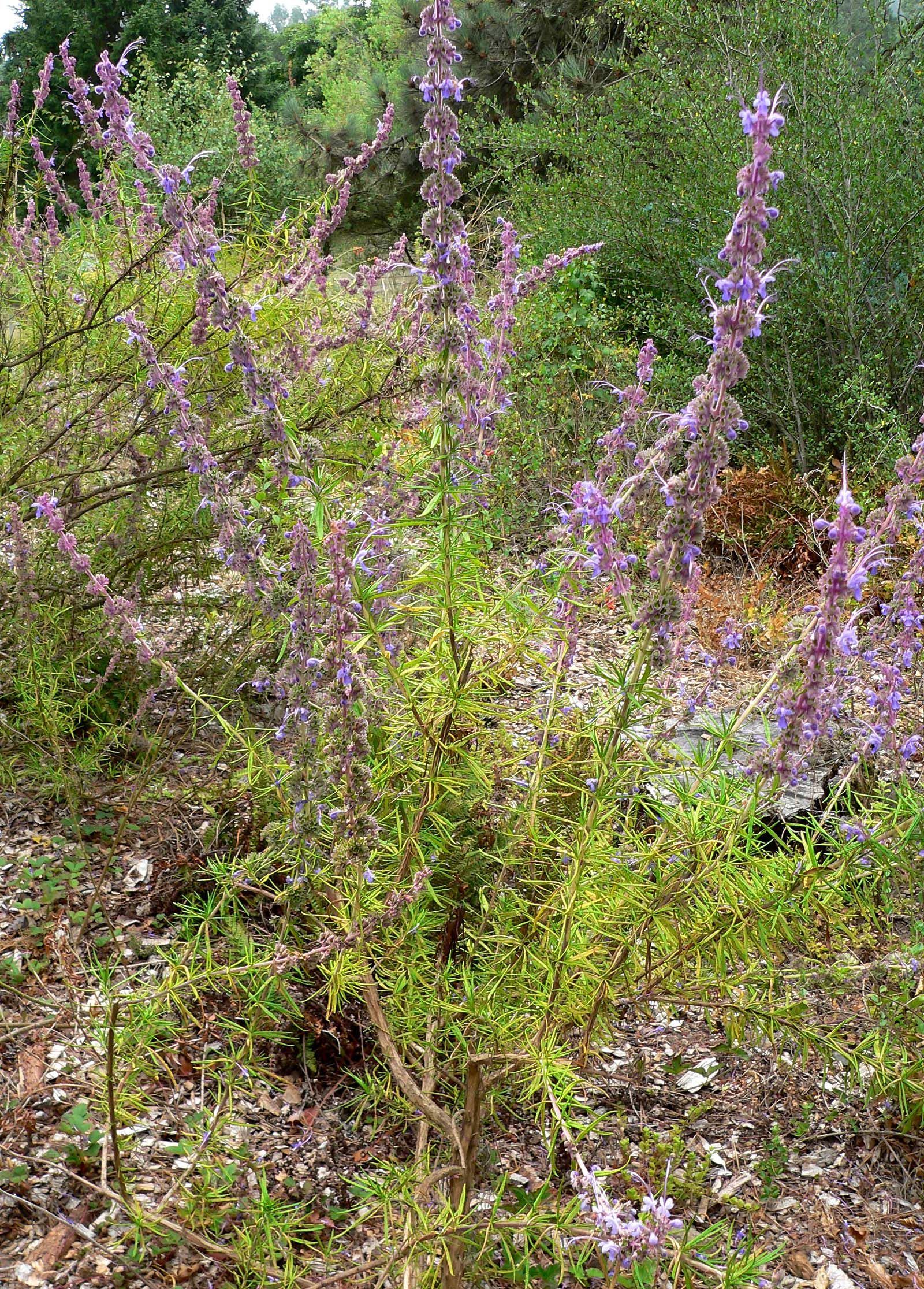
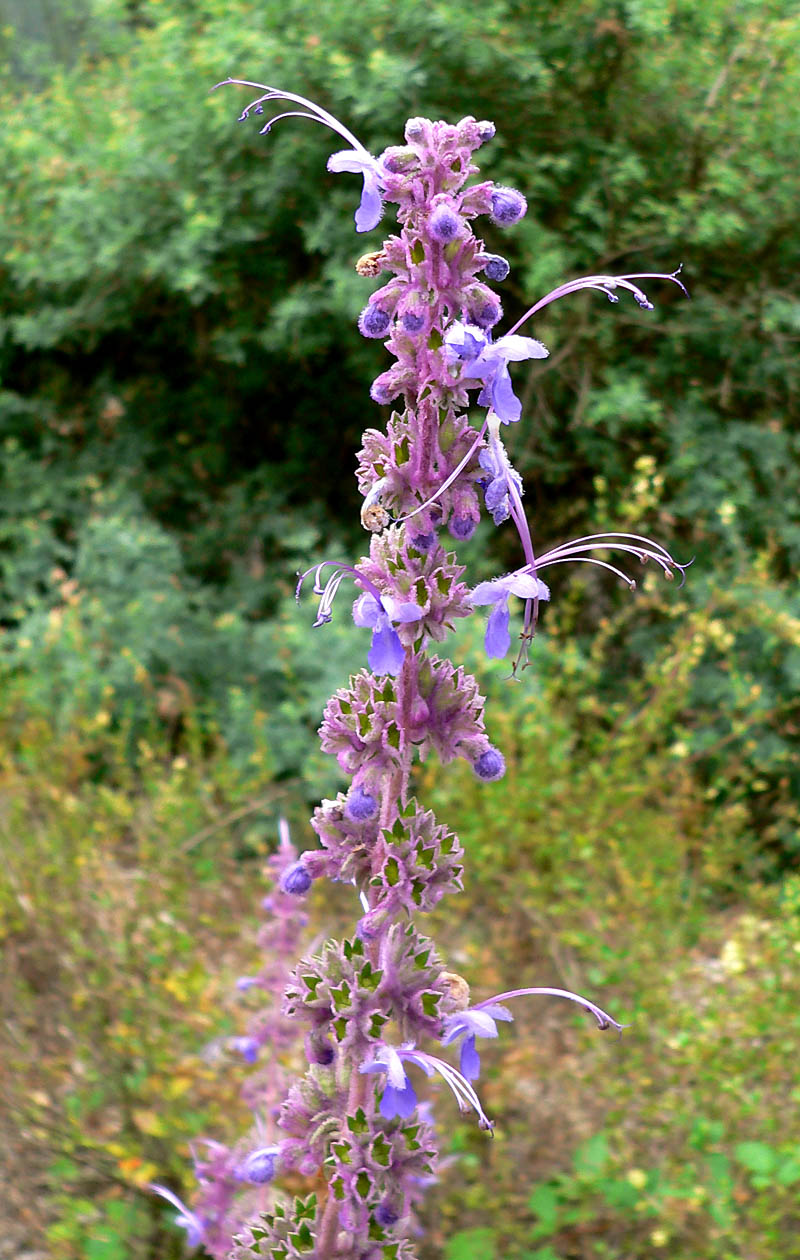
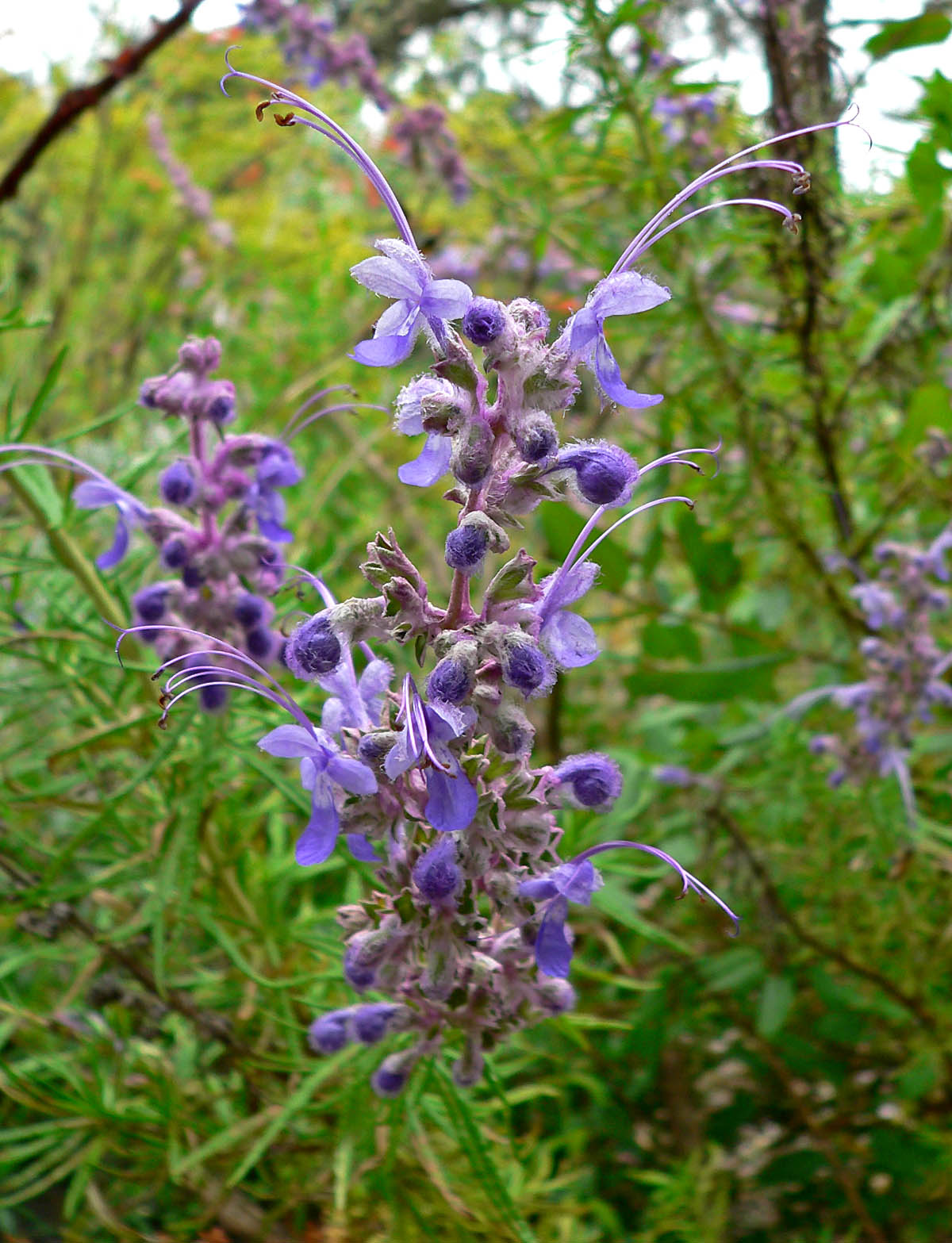
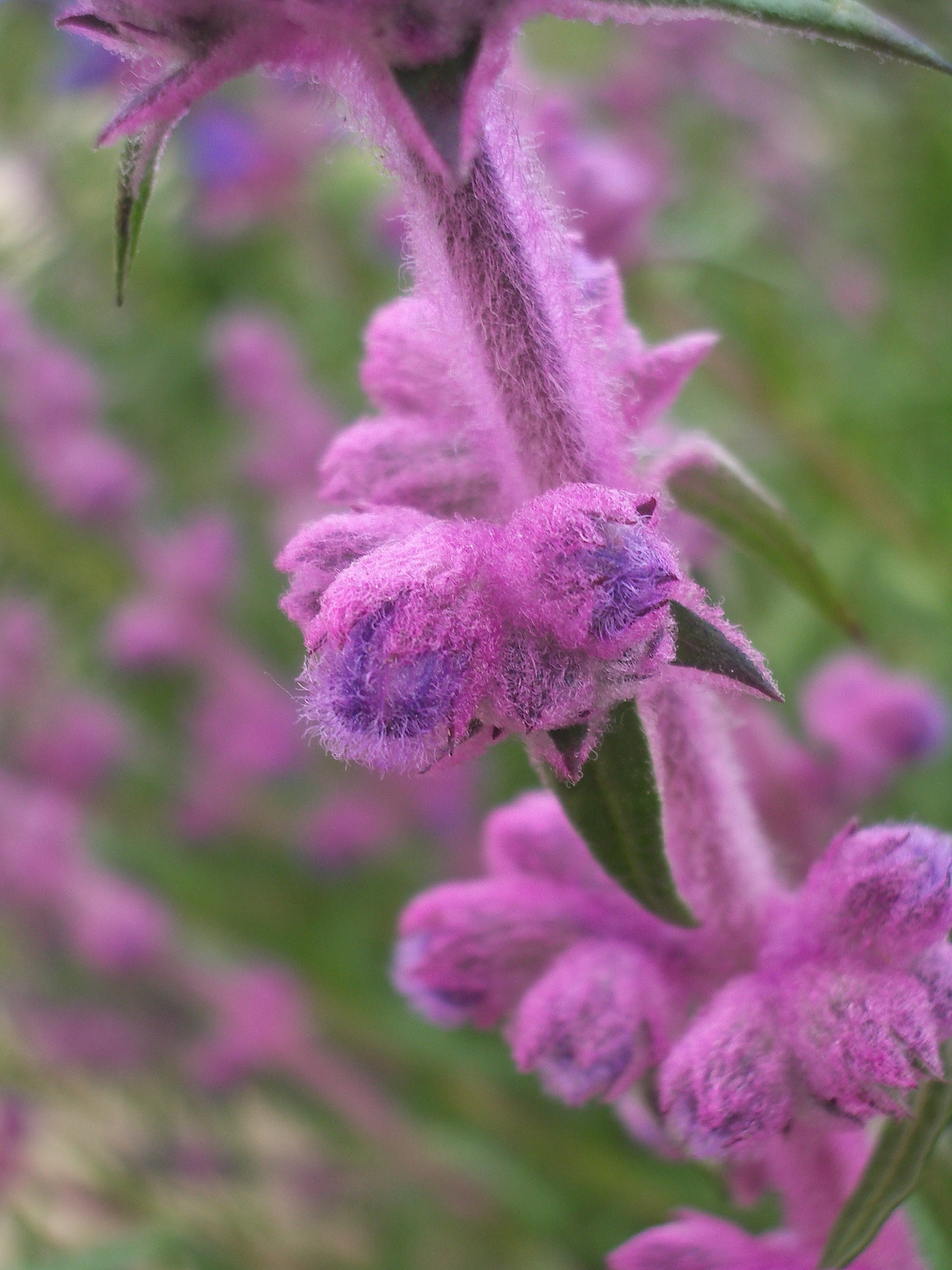